# Ikosaedar
Ikosaedar (grčki: εικοσάεδρον, dvadesetostran) je pravilni poliedar čije stranice su 20 jednakih istostraničnih trokuta.
Ikosaedar ima 30 bridova i 12 vrhova, te spada u pet platonskih tijela.